# Pityrocarpa fruticosa
Pityrocarpa fruticosa là một loài thực vật có hoa trong họ Đậu. Loài này được (Mart.) Brenan miêu tả khoa học đầu tiên năm 1955.